# Gymnostoma nobile
Gymnostoma nobile är en tvåhjärtbladig växtart som först beskrevs av Timothy Charles Whitmore, och fick sitt nu gällande namn av Lawrence Alexander Sidney Johnson. Gymnostoma nobile ingår i släktet Gymnostoma och familjen Casuarinaceae. Inga underarter finns listade i Catalogue of Life.